# ミツビシ・モーターズ・クラマ・ユダ・インドネシア
ピーティー・ミツビシ・モーターズ・クラマ・ユダ・インドネシア（英: PT Mitsubishi Motors Krama Yudha Indonesia、略：MMKI）はインドネシアの西ジャワ州に工場を置く自動車製造会社である。インドネシアにおける販売事業はピーティー・ミツビシ・モーターズ・クラマ・ユダ・セールス・インドネシア（英: PT Mitsubishi Motors Krama Yudha Sales Indonesia、略：MMKSI）が実施している。
また、この項目では前身にあたるピーティー・クラマ・ユダ・ティガ・ベルリアン・モーターズ（英: PT Krama Yudha Tiga Berlian Motors、略：KTB）についても併せて記述する。

## KTBの歴史
（出典：Company History）
- 1970年 - 三菱商事とピーティー・クラマ・ユダがピーティー・ニュー・マルワ（英: PT New Marwa）を設立。
- 1973年 - 社名をピーティー・クラマ・ユダ・ティガ・ベルリアン・モーターズに変更。乗用車の販売を開始。
- 1973年 - 三菱自動車、三菱商事、ピーティー・クラマ・ユダの3社が現地生産車両の部品を生産するピーティー・ミツビシ・クラマ・ユダ・モーターズ・アンド・マニュファクチャリング（英: PT Mitsubishi Krama Yudha Motors and Manufacturing、略：MKM）を設立。
- 1975年 - ピーティー・クラマ・ユダが100%出資するピーティー・クラマ・ユダ・ラトゥ・モーターズ（英: PT Krama Yudha Ratu Motors、略：KRM）がColtトラック、中・大型トラックなどの生産を開始した。
- 1980年 - KTB社がピーティー・ピピット・モーター・ジャカルタ（英: PT Pipit Motor Jakarta）を買収。乗用車の生産を開始。後に社名をピーティー・クラマ・ユダ・クスマ・モーター（英: PT Krama Yudha Kesuma Motor、略：KKM）に変更。
- 2005年 - 販売不振および2006年末の工場用地契約満了により、KKM社の工場を閉鎖すると発表した[5]。
- 2007年 - KTB社およびMKM社の資本構成を再編した[6]。
- 2017年 - 乗用車および小型商用車の販売事業をMMKSI社に移管した。
- 2023年 - KTB社およびMKM社が設立50周年を迎えた[7]。

## MMKIの沿革
- 2017年4月 - 新工場の開所式を実施した[8]。
- 2023年12月 - ミニキャブEVをインドネシアで生産開始したと発表した[9]。
- 2024年12月 - MMKIの累計生産台数が100万台を達成したと発表した[10]。

## 生産車種
（出典：ファクトブック、ファクトブック 2002、ファクトブック 2005(英語)、ファクトブック 2010、ファクトブック 2012、ファクトブック 2017ファクトブック 2019）

### 生産車種
- 三菱・COLT L300（1981年 - ）
- 三菱・パジェロスポーツ（2016年 - ）
- 三菱・エクスパンダー（2017年 - ）
- 三菱・エクスパンダークロス（2019年 - ）
- 日産・リヴィナ（2019年 - ）
- 三菱・エクスフォース（2023年 - ）
- 三菱・L100 EV（2023年 - ）

### 過去の生産車種
- 三菱・COLT T100（1975年 - 1981年）
- 三菱・L100（1980年 - 1985年）
- 三菱・ギャラン（1981年 - 2005年）
- 三菱・ランサー（1981年 - 2012年）
- 三菱・ジェットスター（1987年 - 1991年）
- 三菱・コルトT120SS（1991年 - 2019年）
- 三菱・クダ（1998年 - 2005年）
- いすゞ・バイソン（2010年 - 2018年）
- 三菱・ASX（2012年 - 2018年）

## 生産台数
（出典：ファクトブック、ファクトブック 2002、ファクトブック 2005(英語)、ファクトブック 2010、ファクトブック 2012、
ファクトブック 2016、ファクトブック 2017ファクトブック 2019）
|        | COLT L300 | コルトT120SS | ランサー | ギャラン | クダ   | ASX   | パジェロスポーツ | エクスパンダー |
| ------ | --------- | ------------ | -------- | -------- | ------ | ----- | ---------------- | -------------- |
| 1997年 | 15,470    | 18,669       | 1,830    | 714      | -      | -     | -                | -              |
| 1998年 | 2,175     | 1,913        | 560      | 360      | 50     | -     | -                | -              |
| 1999年 | 2,055     | 3,433        | 450      | 550      | 6,847  | -     | -                | -              |
| 2000年 | 13,485    | 6,768        | 1,710    | 1,530    | 20,916 | -     | -                | -              |
| 2001年 | 16,320    | 10,416       | 690      | 540      | 4,776  | -     | -                | -              |
| 2002年 | 18,180    | 19,588       | 577      | 270      | 11,319 | -     | -                | -              |
| 2003年 | 14,340    | 17,568       | -        | 692      | 7,350  | -     | -                | -              |
| 2004年 | 19,320    | 22,704       | -        | 361      | 5,670  | -     | -                | -              |
| 2005年 | 16,980    | 18,192       | -        | 60       | 825    | -     | -                | -              |
| 2006年 | 10,200    | 5,372        | -        | -        | -      | -     | -                | -              |
| 2007年 | 14,355    | 10,944       | -        | -        | -      | -     | -                | -              |
| 2008年 | 16,492    | 12,201       | -        | -        | -      | -     | -                | -              |
| 2009年 | 15,000    | 9,744        | -        | -        | -      | -     | -                | -              |
| 2010年 | 24,600    | 19,392       | -        | -        | -      | -     | -                | -              |
| 2011年 | 29,549    | 26,225       | -        | -        | -      | -     | -                | -              |
| 2012年 | 29,667    | 31,473       | -        | -        | -      | 6,510 | -                | -              |
| 2013年 | 29,440    | 33,746       | -        | -        | -      | 4,770 | -                | -              |
| 2014年 | 27,741    | 29,184       | -        | -        | -      | 4,140 | -                | -              |
| 2015年 | 21,910    | 23,568       | -        | -        | -      | 1,440 | -                | -              |
| 2016年 | 21,953    | 11,712       | -        | -        | -      | N/A   | 107              | -              |
| 2017年 | 24,719    | 10,464       | -        | -        | -      | N/A   | 17,940           | 35,727         |
| 2018年 | 23,780    | 7,008        | -        | -        | -      | N/A   | 21,120           | 122,348        |

### 注記
1. ↑  出典にはKD生産は含まれない。
2. ↑  ふそうトラック・バスについては記載しない。
3. ↑  出典にはKD生産は含まれない。